# مل-من
ملوین بریدن (به انگلیسی: Melvin Breeden) که بهتر با نام مل-من (به انگلیسی: Mel-Man) شناخته می‌شود، تهیه‌کننده موسیقی اهل نورفک، ویرجینیا است. او رئیس و بنیان‌گذار لیبل بیگ کت ریکوردز و رادار لایو می‌باشد. که در سال ۲۰۰۵، توسط بیلبورد در رده ۱۳ام برترین لیبل‌های رپ قرار گرفت. او تا به حال در آلبوم‌های زیادی به عنوان تهیه‌کننده و آهنگساز ظاهر شده که از آن‌ها می‌توان به ۲۰۰۱ اثر دکتر دره و مارشال مترز ال‌پی اثر امینم اشاره کرد. او در سال ۱۹۹۷ نامرد دریافت جایزه موزیک ویدئوی ام‌تی‌وی شد.